# Sensory Records
Sensory Records ist ein US-amerikanisches Label, das im Jahr 1997 in Voorhees, New Jersey, gegründet wurde. Es hat sich auf die Veröffentlichung im Progressive-Metal-Bereich spezialisiert.

## Geschichte
Das Label wurde im Jahr 1997 gegründet und war dabei ein Sub-Label von The Laser’s Edge Records, das sich speziell auf Veröffentlichungen im Progressive-Metal-Bereich spezialisieren sollte.

## Bands (aktuelle und ehemalige)
- Ark
- Avalon
- Behind the Curtain
- Canvas Solaris
- Circus Maximus
- Clockwork
- Haken
- Leprous
- Pathosray
- Spheric Universe Experience
- Spiral Architect
- Voyager
- Wastefall
- Zero Hour

## Veröffentlichungen (Auswahl)
- Haken – Aquarius
- Leprous – Tall Poppy Syndrome
- Redemption – Redemption
- Spheric Universe Experience – Anima
- Wuthering Heights – Within
- Zero Hour – Metamorphosis
- Delain – April Rain
- Divided Multitude – Inner Self
- Gordian Knot – Gordian Knot